# Guohe (köpinghuvudort i Kina, Hubei Sheng, lat 30,25, long 113,29)
Guohe (kinesiska: 郭河, 郭河镇) är en köpinghuvudort i Kina. Den ligger i provinsen Hubei, i den centrala delen av landet, omkring 100 kilometer väster om provinshuvudstaden Wuhan. Antalet invånare är 46 312. Befolkningen består av 22 160 kvinnor och 24 152 män. Barn under 15 år utgör 14,0 %, vuxna 15-64 år 71 %, och äldre över 65 år 13,0 %.
Runt Guohe är det tätbefolkat, med 356 invånare per kvadratkilometer. Närmaste större samhälle är Ganhe, 19,1 km nordost om Guohe. Trakten runt Guohe består till största delen av jordbruksmark.
Genomsnittlig årsnederbörd är 1 462 millimeter. Den regnigaste månaden är maj, med i genomsnitt 197 mm nederbörd, och den torraste är december, med 25 mm nederbörd.